# Kara (Einheit)
Die Kara war eine Masseneinheit (Gewichtsmaß) in Basra. Das Maß war die Last und wurde in große und kleine Kara, nur diese die Hälfte, unterschieden. Letztere wurde im Auslandshandel bei der Ausfuhr verwendet. Zum Beispiel Datteln wurden nach der großen Kara gehandelt.
- 1 Kara (groß) = 5600 Pfund (engl. avdp.) = 2540 Kilogramm
- 1 Kara (klein) = 1270 Kilogramm